# Prionocidaris
Genre
Prionocidaris est un genre d'oursins tropicaux de l'ordre des Cidaroida.

## Description et caractéristiques morphologiques
Ce sont des oursins réguliers : le test (coquille) est plus ou moins sphérique, protégé par des radioles (piquants), l'ensemble suivant une symétrie pentaradiaire (centrale d'ordre 5) reliant la bouche (péristome) située au centre de la face orale (inférieure) à l'anus (« périprocte ») situé à l'apex aboral (pôle supérieur). Comme tous les oursins cidaroïdes, les radioles sont clairsemées mais très massives, et les plus anciennes sont souvent recouvertes d'épibiontes (algues calcaires, éponges, vers tubicoles...) qui les font paraître grises, alors que le test est protégé par de toutes petites radioles secondaires colorées.
Caractéristiques de détermination du genre :
- Le test est relativement grand et allongé en hauteur ; il est moyennement mince et fragile.
- Le disque apical représente 40-50 % du diamètre du test ; il est monocyclique. Plaques génitales toutes similaires en taille, séparées par les plaques oculaires[2]. Le système apical est densément tuberculé.
- Interambulacres avec jusqu'à 12 plaques par série.
- Les tubercules les plus adapicaux peuvent avoir une trace de crénulation de leur côté adapical.
- Aréoles ovales ; incisées, séparées par des cercles scrobiculaires sauf juste à côté du péristome.
- Les tubercules scrobiculaires sont à peine différenciés.
- Le péristome est un peu plus petit que le disque apical.
- Les plaques interradiales ne parviennent pas tout à fait au péristome.
- Les pédicellaires portent une encolure ornée de spicules calcaires[2].
- Les radioles (piquants) principales sont relativement longues et droites ; elles présentent un collier et un cou court (mais de plus de 2,5 mm[3]) ; elles sont subtilement spiculées avec une corticale de poils fins.
- Les radioles secondaires sont aplaties[4].

Les critères de distinction les plus simples sont le test élevé, et le rapprochement des tubercules primaires, qui rend confluents leurs cercles scrobiculaires. 
Ce genre est apparu au Crétacé (Albien), et persiste dans les eaux tropicales de l'Indo-Pacifique.

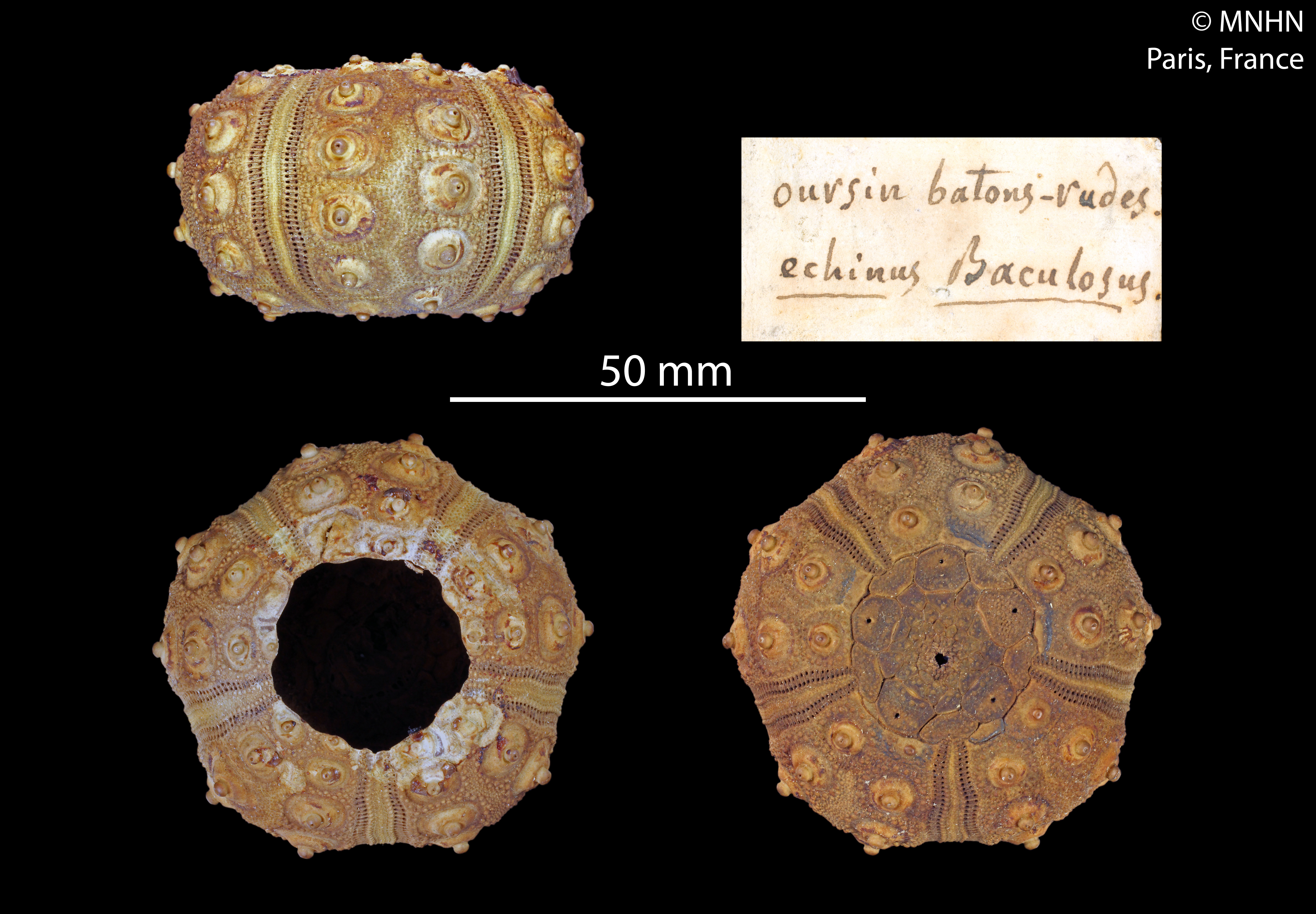
Test de Prionocidaris baculosa (MNHN)
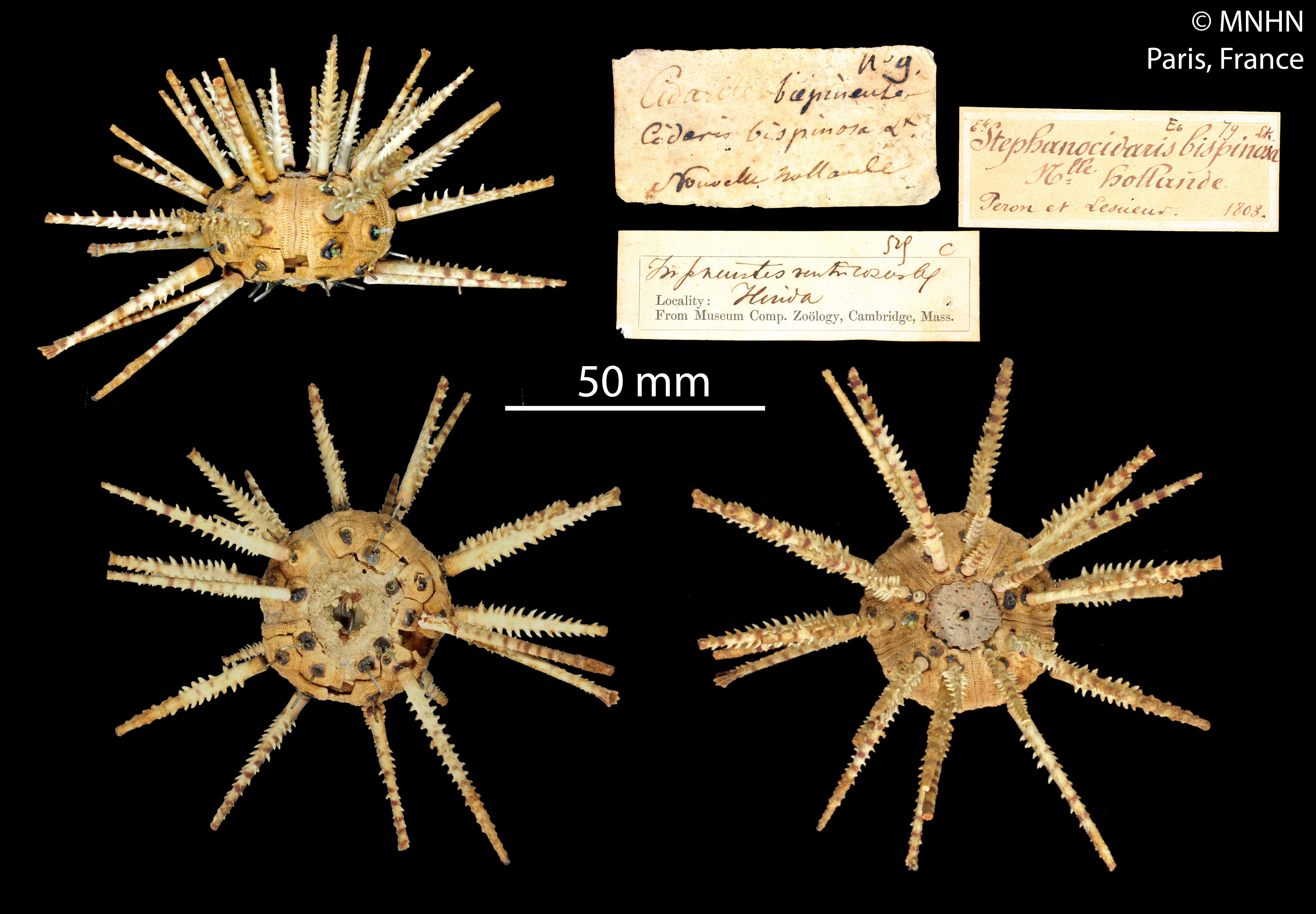
Prionocidaris bispinosa naturalisé (MNHN)
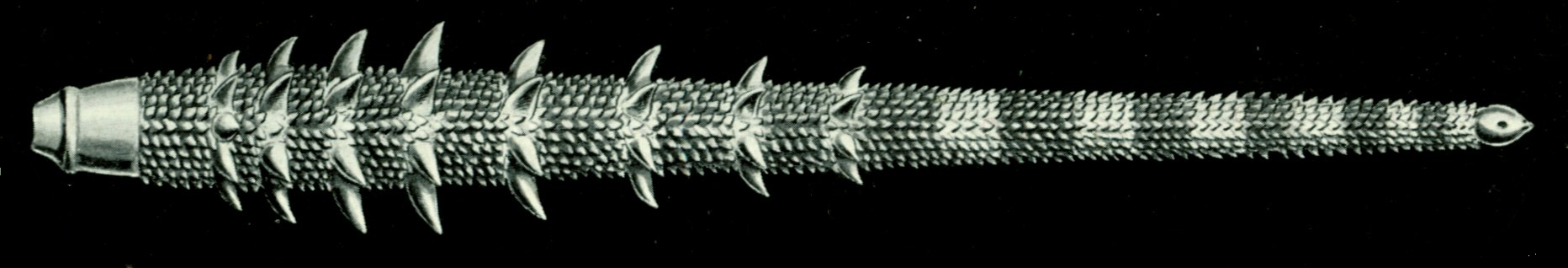
Radiole de Prionocidaris (sans doute P. baculosa) dessinée par Ernst Haeckel.

## Liste des espèces
Selon World Register of Marine Species (3 avril 2014) :

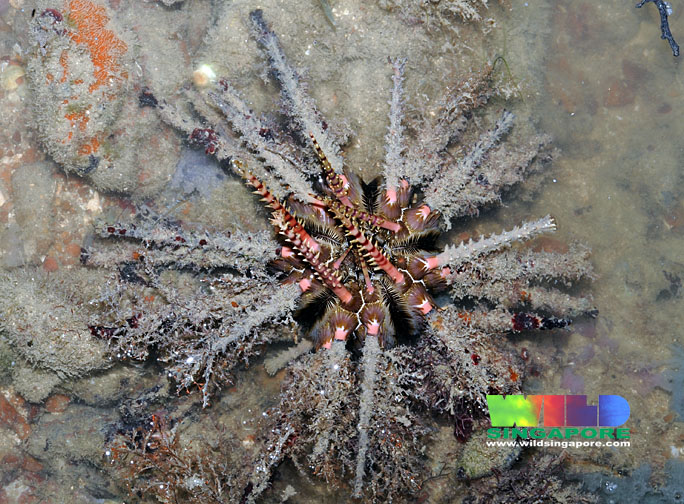
Prionocidaris bispinosa à Singapour.

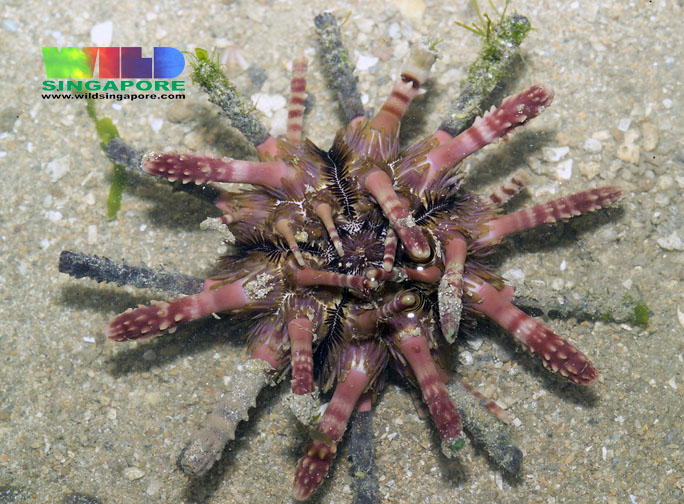
idem, variante morphologique.

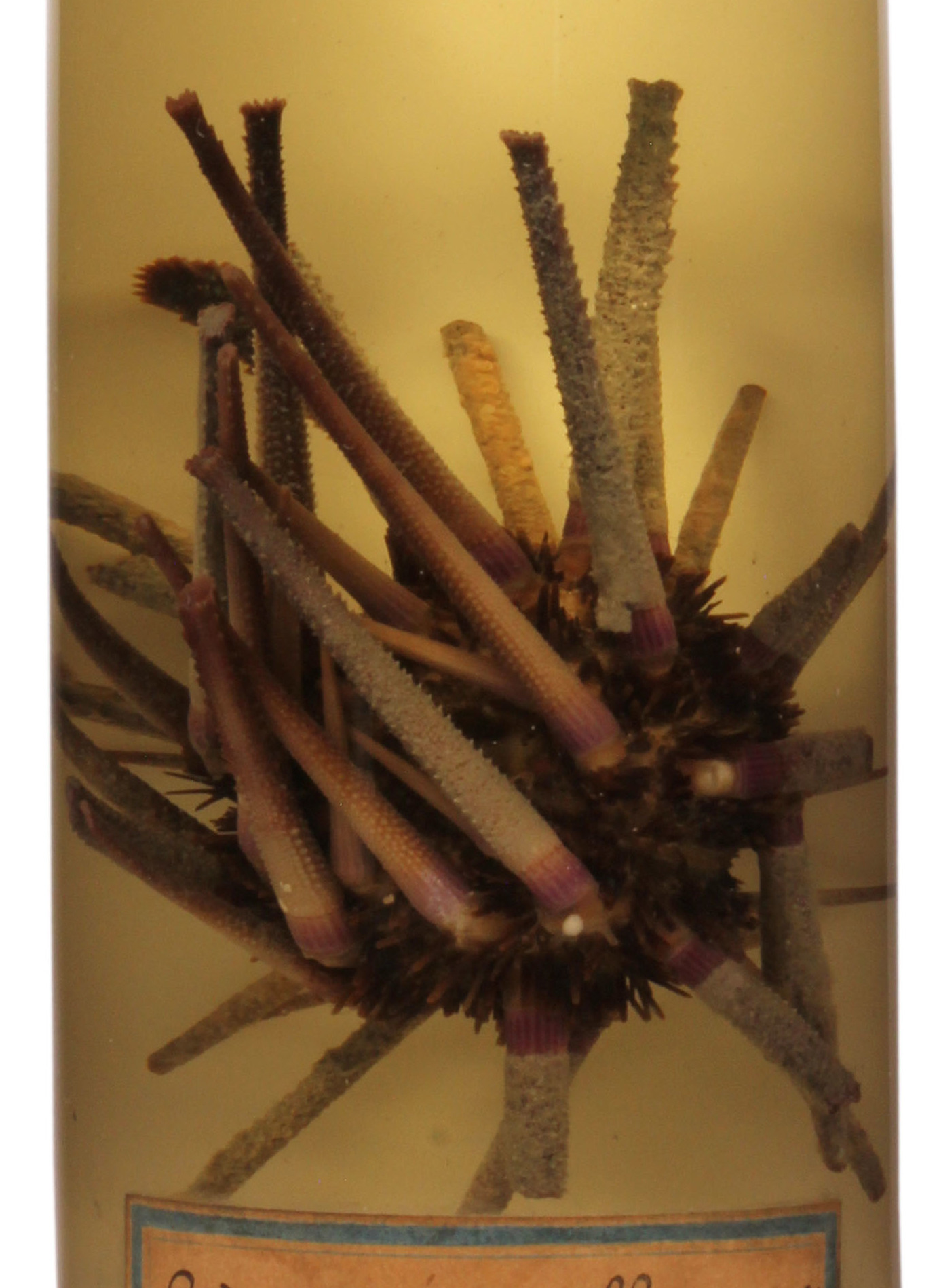
Prionocidaris pistillaris en muséum.

- Prionocidaris australis (Ramsay, 1885) ; époque actuelle, Australie tropicale (collerette ornée de points blancs, radioles larges).
- Prionocidaris baculosa (Lamarck, 1816) ; époque actuelle, Océan Indien et Ouest-Pacifique jusqu'aux Philippines (collerette blanche ornée de points violets).
- Prionocidaris bispinosa (Lamarck, 1816) ; époque actuelle, Océan Indien et Ouest-Pacifique (collerette rose).
- Prionocidaris callista Rowe & Hoggett, 1986 ; époque actuelle,  Australie orientale tropicale et tempérée et Nouvelle-Calédonie (collerette verdâtre ornée de points blancs, radioles fuselés).
- Prionocidaris glandulosa (de Meijere, 1904) ; époque actuelle, Océan Indien et Ouest-Pacifique (petite espèce, collerette ornée de points blanc-vert sur fond rouge verdissant).
- Prionocidaris hawaiiensis (Agassiz & Clark, 1907) ; époque actuelle, Hawaii (petite espèce, longue collerette verte, ornée de points blancs, radioles fins).
- Prionocidaris pistillaris (Lamarck, 1816) ; époque actuelle, Océan Indien (collerette ornée de lignes violettes).
- Prionocidaris popeae Hoggett & Rowe, 1986 ; époque actuelle, Nouvelle-Calédonie et Vanuatu (55-275 m).
- Prionocidaris thomasi (Agassiz & Clark, 1907) ; époque actuelle, Hawaii (collerette brune).

NCBI (11 octobre 2013) ne reconnaît que 3 espèces : Prionocidaris baculosa, Prionocidaris bispinosa et Prionocidaris popeae.

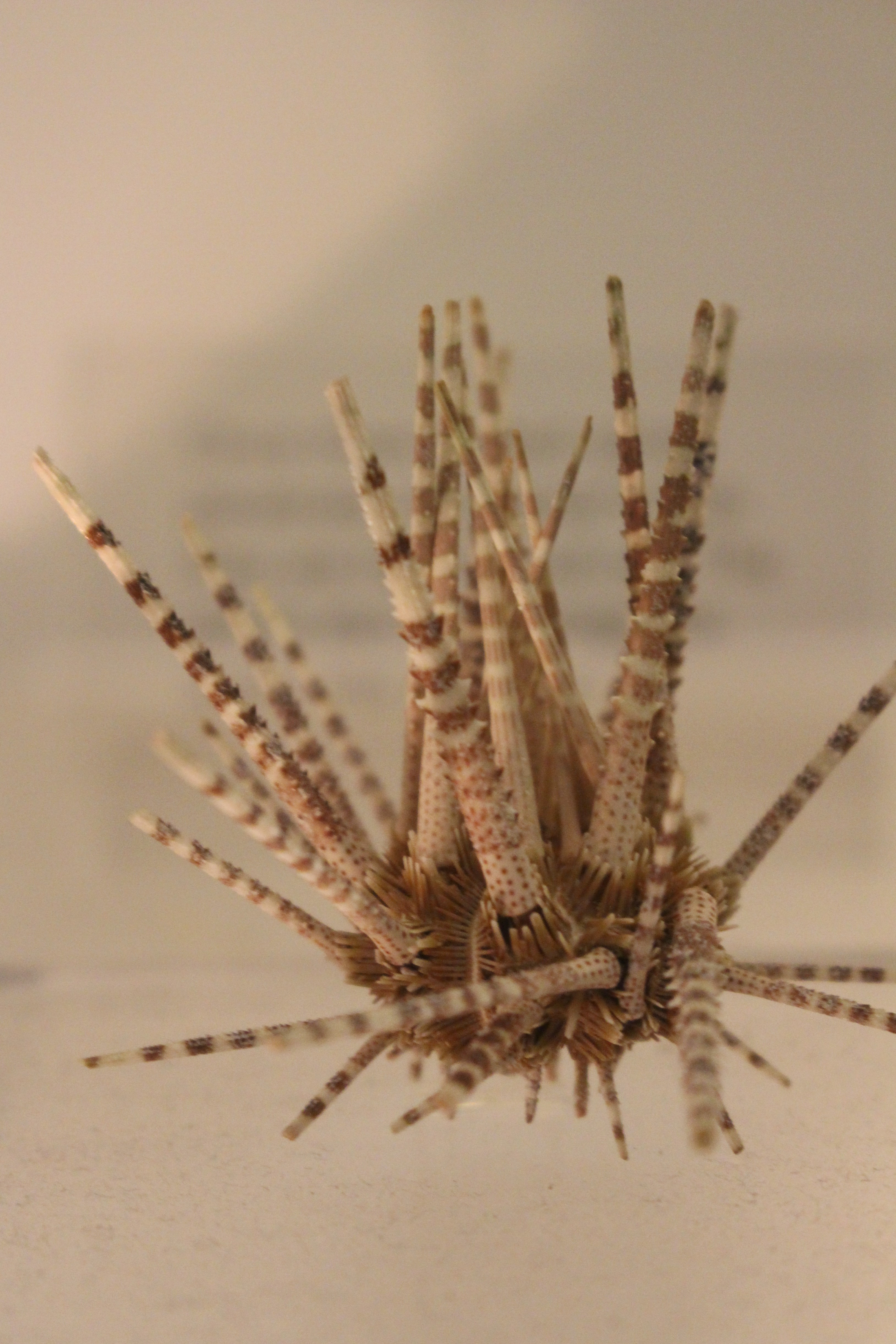
Prionocidaris baculosa.
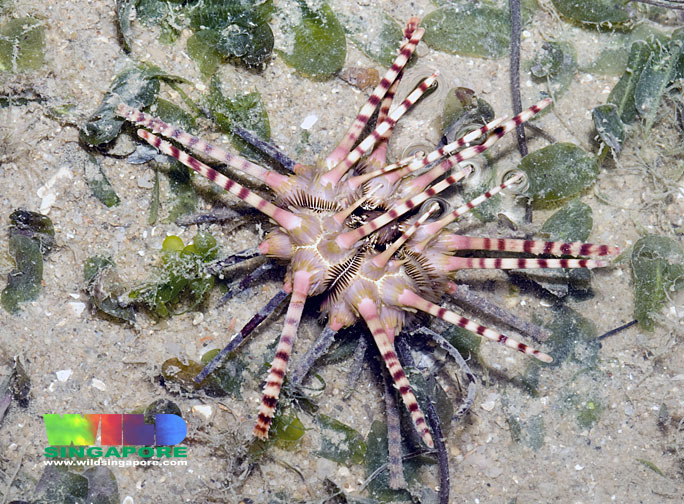
Prionocidaris bispinosa.
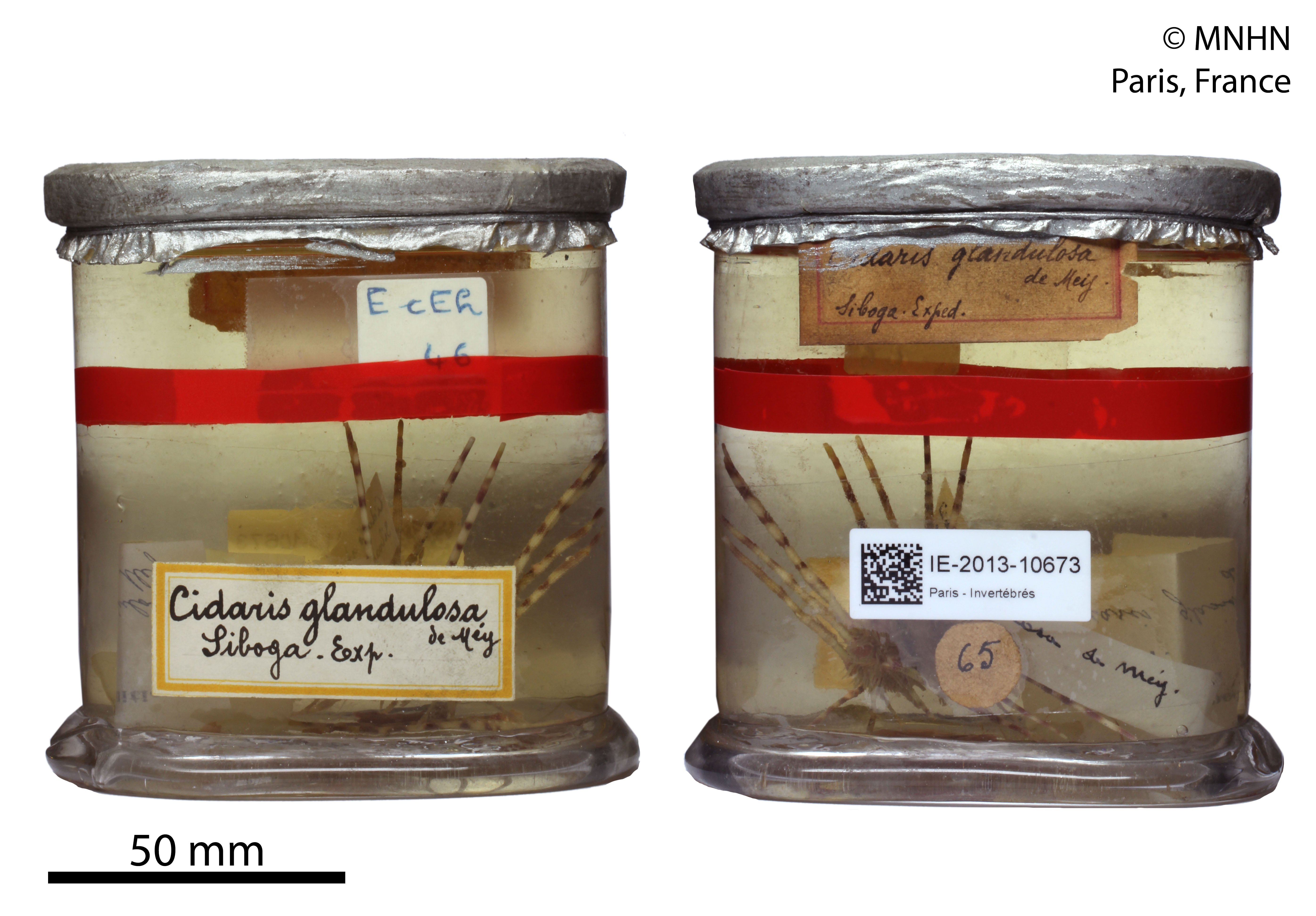
Prionocidaris glandulosa.
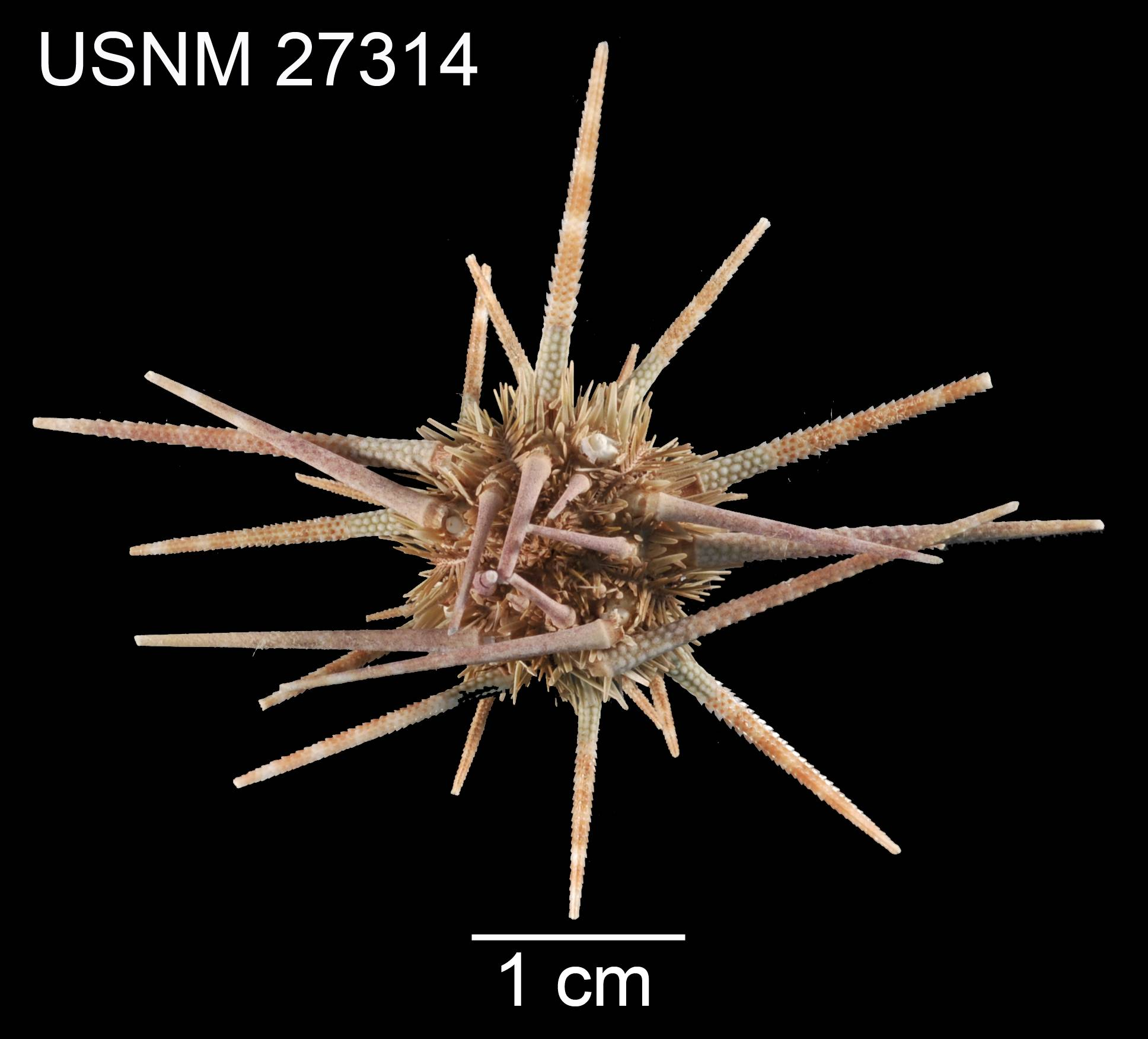
Prionocidaris hawaiiensis.
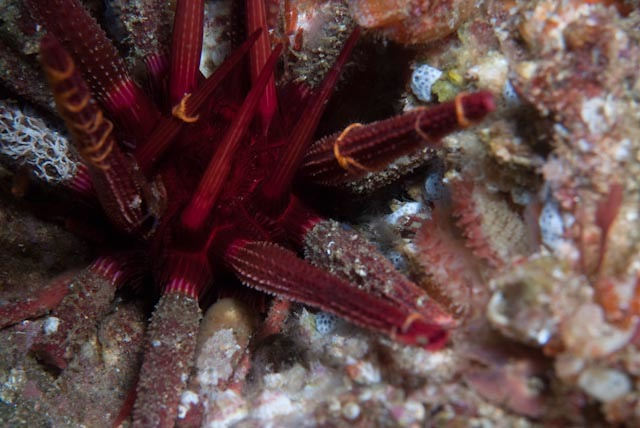
Prionocidaris pistillaris.
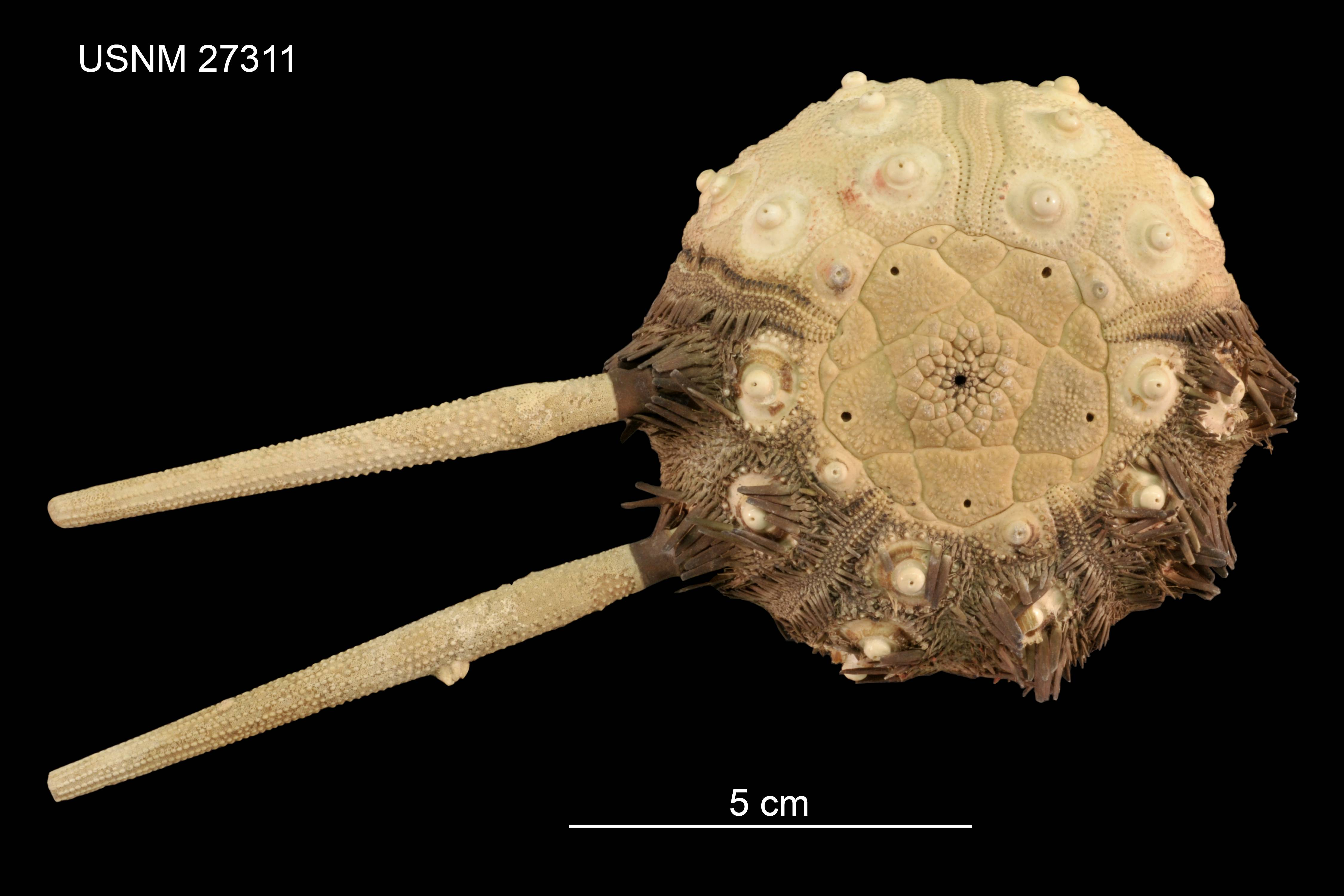
Prionocidaris thomasi.

Un des critères utilisés pour différencier les espèces est l'encolure à la base des radioles : elle peut être striée ou ponctuée suivant les espèces.
L'espèce longtemps dénommée Prionocidaris verticillata est désormais placée dans un genre propre : Plococidaris verticillata. 
Il existe d'autres cidaridés aux radioles épineuses qui peuvent être pris pour des membres de ce genre, comme le proche Acanthocidaris maculicollis (présent dans l'océan Indien), le grand Chondrocidaris gigantea (Indo-Pacifique), et les nombreuses espèces du genre Goniocidaris (Pacifique ouest notamment). 

### Espèces disparues
Selon World Register of Marine Species (3 avril 2023) :
- Prionocidaris cookei Cutress, 1976
- Prionocidaris haasti Fell, 1954
- Prionocidaris katherinae Cutress, 1980
- Prionocidaris malindiensis Stephenson, 1968
- Prionocidaris marchalli Fell, 1954
- Prionocidaris neglecta Smith & Wright, 1989
- Prionocidaris praeverticillata Stephenson, 1968
- Prionocidaris scoparia Chapman & Cudmore, 1934

Selon le Natural History Museum :
- Prionocidaris arnaudi (Lambert, 1909) ; Campanien-Maastrichtien, Europe de l'Ouest.
- Prionocidaris granulostriata (Desor, 1855) ; Turonien, Europe de l'Ouest.
- Prionocidaris neglecta (Smith & Wright, 1989) ; Albien, Europe de l'Ouest.
- Prionocidaris pseudopistillum (Cotteau, 1862) ; Santonien, Europe de l'Ouest.
- Prionocidaris subvenulosa (Peron & Gauthier, 1880) ; Turonien, Algérie.
- Prionocidaris vendociniensis (Agassiz & Desor, 1847) ; Turonien-Santonien, Europe de l'Ouest.